# Sam Aston
Samuel David "Sam" Aston (Bacup, Lancashire; 7 de julio de 1993) es un actor inglés, más conocido por interpretar a Chesney Brown en la serie Coronation Street.

## Biografía
Sam es el menor de nueve hijos (tres hermanos mayores y cinco hermanas mayores): los actores Emily Aston y Joseph Aston, la enfermera Sarah Aston, Kate Aston, Joe Aston y Thomas "Tom" Aston.
Sam comenzó a salir con la maestra de yoga Briony Gardner. En 2017 la pareja anunció que se habían comprometido y finalmente se casaron en mayo de 2019. En agosto de 2020 nació su primer hijo, Sonny. En octubre de 2021 anunciaron que estaban esperando su segundo hijo. En mayo de 2022 nació su hija, Daisy.

## Carrera
En 2002 apareció como invitado en la serie policíaca The Bill donde dio vida a Ryan Hall hasta 2003.
En 2003 apareció en el anuncio de "Warburton's Bread".
El 14 de noviembre del mismo año se unió al elenco principal de la serie brutánica Coronation Street donde interpreta a Chesney Battersby-Brown, hasta ahora.
En 2011 participó en el concurso All Star Family Fortunes junto a su familia en contra del actor Simon Gregson y su familia.

## Filmografía

### Series de televisión
| Año             | Título             | Personaje        | Notas            |
| --------------- | ------------------ | ---------------- | ---------------- |
| 2001            | Where the Heart Is | Robbie Callaghan | episodio "Faith" |
| 2002 - 2003     | The Bill           | Ryan Hall        | 5 episodios      |
| 2003 - presente | Coronation Street  | Chesney Brown    | 1,098 episodios  |

### Películas
| Año  | Título                             | Personaje    | Notas                                                                |
| ---- | ---------------------------------- | ------------ | -------------------------------------------------------------------- |
| 2002 | Re-inventing Eddie                 | Noel         | junto a John Lynch, Geraldine Somerville, Lauren Cook y Ben Thompson |
| 2006 | The Children's Party at the Palace | Horrid Henry | junto a Kacey Ainsworth, Matt Baker y Sanjeev Bhaskar                |

### Apariciones
| Año  | Título                   | Personaje    | Notas                           |
| ---- | ------------------------ | ------------ | ------------------------------- |
| 2004 | Stars in Their Eyes      | -            | episodio "Soap Stars Special 3" |
| 2004 | Children in Need         | Oliver Twist | -                               |
| 2011 | All Star Family Fortunes | -            | episodio # 6.1                  |

## Premios y nominaciones
| Año  | Categoría                                               | Premio                    | Serie             | Resultado |
| ---- | ------------------------------------------------------- | ------------------------- | ----------------- | --------- |
| 2004 | Most Popular Newcomer                                   | National Television Award | Coronation Street | Ganador   |
| 2004 | Best Soap Newcomer                                      | TV Quick Award            | Coronation Street | Ganador   |
| 2005 | Best Dramatic Performance from a Young Actor or Actress | British Soap Award        | Coronation Street | Ganador   |
| 2005 | Best On-Screen Partnership (junto al perro Schmeichel)  | British Soap Award        | Coronation Street | Nominados |
| 2007 | Best Dramatic Performance from a Young Actor or Actress | British Soap Award        | Coronation Street | Nominado  |